# Вход к тигру
«Hu-Du-Men» (иер. трад. 虎度門, йель: fu2 dou6 mun4, пиньинь: hǔ dù mén, буквально: «вход к тигру»; англ. Stage Door, буквально: «дверь на сцену») — фильм режиссёра Шу Кэя.

## Сюжет
Фильм был снят на основе сценической драмы Рэймонда Тоу, последствии адаптированной им самим с помощью Шу Кэя в киносценарий.
Как объясняется в одном из эпизодов фильма, понятие «hǔ dù mén» отражает один из принципов актёрской игры в традиционной китайской опере: воображаемую черту, проходящую по краю кулис, вне которой актёр остаётся обычным человеком со своими увлечениями, домашними проблемами, кризисами и прочим, но делая шаг через неё на сцену — оставляет себя, полностью становясь своим персонажем. Вторичное значение выражения вне сцены — необходимость совершать сложный выбор, примерный аналог европейского «перейти Рубикон».
Основное действие фильма раскручивается вокруг опытной актрисы кантонской оперы, ветерана сцены Лан Кимсам (для близких просто Сам), к жиэни и карьере которой подходят оба значения этого выражения. В театре это подчёркивается ещё и тем, что её амплуа — «ман-моу-сан», актриса-исполнительница мужских ролей, играющая молодых воителей и книжников. За кулисами и в жизни — она успешная актриса, фактическая глава своей труппы с преданной, преимущественно женской аудиторией, среди которой хватает особ, всерьёз считающих её мужчиной и предлагающих ей руку и сердце, но увы — ей действительно приходится «оставлять на черте» множество домашних проблем — её муж-бизнесмен активно продвигает идею эмиграции в Австралию (что сама актриса не приветствует, так как это означает уход из профессии, но параллельно с репетициями учит английский); её приёмная дочь влюблена в свою подругу, и Сам приходится защищать её от негодующего отца, не имея уверенности, имеет ли она на это право; она учит молодую актрису Ип Юкшен, чтобы оставить кого-то театру и аудитории в качестве своего «наследника» — и даже та исподволь вытаскивает на поверхность жертву, которую Лан Кимсам пришлось принести 22 года назад ради сценической карьеры, отдав на усыновление подруге своего первенца.

## В ролях
- Джозефин Сяо — Лан Кимсам
- Чун Кинфай[англ.] — её муж
- Мишель Вон — Мими (падчерица Кимсам, дочь её мужа)
- Чиу Оньянь[кит.] — Джоджо (возлюбленная Мими)
- Анита Юань — молодая актриса Ип Юкшен
- Дэниел Чан[англ.] — Вон Манчун (возлюбленный Юкшен и сын Кимсам)
- Ли Хёнкам — Мин (приёмная мать Манчуна)

## Съёмочная группа
- Продюсер: Клифтон Коу[англ.] / Ko Chi-sum Productions
- Режиссёр: Шу Кэй[англ.]
- Ассистент режиссёра: Фрут Чан[англ.]
- Сценарист: Рэймонд Тоу[англ.] (по его же сценической постановке)
- Композитор: Ёсихидэ Отомо[англ.]
- Оператор: Билл Вон
- Монтаж: Шу Кэй, Куон Чилён[кит.]

Фильм был выпущен в отечественный (гонконгский) прокат весной 1996 года, мировая премьера состоялась в августе того же года в рамках 20-го Гонконгского международного кинофестиваля.

## Кинофестивали и премии
| 41-й Азиатско-тихоокеанский кинофестиваль (1996, Окленд) - Премия за лучшую женскую роль (Джозефин Сяо) 33-й Тайбэйский кинофестиваль и премия Golden Horse (1996) - Номинация в категории «лучший адаптированный сценарий» (Рэймонд Тоу) - Премия за лучшую женскую роль (Джозефин Сяо) 14-й Фестиваль молодёжного кино в Турине (1996) - Номинация на премию Турина за лучший фильм (Сю Кэй) Премия Гонконгского общества кинокритиков - Диплом «Film of Merit» (соотв. «номинации» премии за лучший фильм) | 16-я Гонконгская кинопремия (1997) - Номинация в категории «лучший художественный фильм» - Номинация в категории «лучшая режиссура» (Шу Кэй) - Номинация в категории «лучшая женская роль» (Джозефин Сяо) - Номинация в категории «лучшая женская роль второго плана» (Анита Юань) - Номинация в категории «лучший сценарий» (Рэймонд Тоу) - Номинация в категории «лучший актёрский дебют» (Дэниел Чан) - Номинация в категории «лучший монтаж» (Куон Чилён, Шу Кэй) |

Кроме этого, картина была отобрана Ассоциацией кинопроизводителей Гонконга в качестве претендента от Гонконга на «Оскар» за лучший фильм на иностранном языке, однако не достигла шорт-листа номинации.